# Urdă
La urdă è un prodotto caseario della Romania, precisamente un latticino ottenuto dalla cottura del siero del latte, similmente alla ricotta italiana.
In Romania la urdă è conosciuta da tempi immemorabili ed è considerata come un prodotto tradizionale rumeno. 
Altri latticini simili all'urdă nei paesi mediterranei europei sono, oltre alla già menzionata ricotta (Italia): sérac (Francia), brocciu corso, myzíthra e anthótyros greci e (requesón (Spagna). Nelle regioni alpine di lingua tedesca viene prodotto un latticino simile con il nome di Ziger.